# Backlash (2024)
Pour les articles homonymes, voir Backlash.
L'édition 2024 de Backlash (commercialisé sous le nom de Backlash France) est un Premium Live Event de catch (lutte professionnelle) produit par la World Wrestling Entertainment, une fédération de catch américaine qui est télédiffusée et visible en paiement à la séance sur le WWE Network. L'événement a eu lieu le 4 mai 2024 à la LDLC Arena à Décines-Charpieu, en France. Il s'agit de la dix-neuvième édition de Backlash.
C'est la quatrième fois que la compagnie organise un PLE en Europe, après SummerSlam en Angleterre, Clash at the Castle au Pays de Galles et Money in the Bank à nouveau en Angleterre et la première fois qu'un PLE est organisé en France.

## Contexte
Les spectacles de la World Wrestling Entertainment (WWE) sont constitués de matchs aux résultats prédéterminés par les scénaristes de la WWE. Ces rencontres sont justifiées par des storylines – une rivalité avec un catcheur, la plupart du temps – ou par des qualifications survenues dans les shows de la WWE telles que Raw et SmackDown. Tous les catcheurs possèdent une gimmick, c'est-à-dire qu'ils incarnent un personnage gentil (Face) ou méchant (Heel), qui évolue au fil des rencontres. Un événement comme Backlash est donc un événement tournant pour les différentes storylines en cours,.

### Cody Rhodes (c) contre AJ Styles
Le 7 avril à WrestleMania XL, Cody Rhodes devient le nouveau champion incontesté de la WWE en battant Roman Reigns dans un Bloodline Rules match et remporte le titre pour la première fois de sa carrière. Cinq soirs plus tard à SmackDown, deux Triple Threat matchs sont organisés et les deux gagnants s'affronteront la semaine prochaine pour déterminer le nouvel aspirant no 1 à la ceinture. LA Knight remporte la première stipulation en battant Santos Escobar et Bobby Lashley. À la fin de la soirée, AJ Styles remporte la seconde stipulation en battant Rey Mysterio et Kevin Owens. La semaine suivante à SmackDown, The Phenomenal prend sa revanche sur The Megastar et devient aspirant no 1 à la ceinture au PLE.

### Damian Priest (c) contre Jey Uso
Le 7 avril à WrestleMania XL, Damian Priest devient le nouveau champion du monde poids-lourds en battant Drew McIntyre, après avoir encaissé sa mallette Money in the Bank sur ce dernier qui venait de battre Seth "Freakin" Rollins pour la ceinture. Le lendemain à Raw, Jey Uso devient aspirant no 1 à la ceinture au PLE en battant l'Écossais, "Big" Bronson Reed et Ricochet dans un Fatal 4-Way match.

### Bayley (c) contre Naomi contre Tiffany Stratton
Le 7 avril à WrestleMania XL, Bayley redevient championne de la WWE, pour la seconde fois, en battant IYO SKY. Le 26 avril à SmackDown, Naomi et Tiffany Stratton s'affrontent pour déterminer l'aspirante no 1 à la ceinture au PLE, mais leur combat se termine en match nul, car la première se fait attaquer par Nia Jax, tout juste officiellement transférée au show bleu. À la suite de ce résultat, Nick Aldis, le GM du show bleu, annonce officiellement que Bayley défendra sa ceinture contre les deux catcheuses dans un Triple Threat match au PLE.

### The Kabuki Warriors (c) contre Bianca Belair et Jade Cargill
Le 6 avril à WrestleMania XL, Jade Cargill, Bianca Belair et Naomi battent Damage CTRL (Dakota Kai, Asuka et Kairi Sane) dans un 6-Women Tag Team match. Le 26 avril à SmackDown, un Tag Team match entre les Kabuki Warriors, The Est of WWE et The Storm pour les ceintures féminines par équipes au PLE est officiellement annoncé.

### R-KO contre The Bloodline
Le 19 avril à SmackDown, Kevin Owens a été victime d'un accident de voiture provoqué par Tama Tonga, recruté par Solo Sikoa dans la Bloodline la semaine passée après l'exclusion du clan de Jimmy Uso. Le bras droit de Roman Reigns s'explique sur ses actions de la semaine précédente et le Canadien, bien que blessé et en sang, provoque une bagarre avec les deux Samoans qui prennent le dessus sur lui. La semaine suivante à SmackDown, Kevin Owens se venge de ses agresseurs en les attaquant dès leur arrivée, mais encore une fois, ces derniers prennent le dessus. Cette fois-ci, le premier reçoit le renfort de Randy Orton. Nick Aldis, le GM du show bleu, annonce officiellement un Tag Team match entre les quatre catcheurs au PLE.

## Tableau des matchs
| Ordre par numéros                                                                         | Résultat                                                                                          | Stipulation(s)                                            | Temps |
| ----------------------------------------------------------------------------------------- | ------------------------------------------------------------------------------------------------- | --------------------------------------------------------- | ----- |
| 1                                                                                         | The Bloodline (Solo Sikoa et Tama Tonga) (avec Paul Heyman) bat R-KO (Randy Orton et Kevin Owens) | Street Fight Tag Team match                               | 19:30 |
| 2                                                                                         | Bayley (c) bat Naomi et Tiffany Stratton                                                          | Triple Threat match pour le WWE Women's Championship      | 13:10 |
| 3                                                                                         | Damian Priest (c) (avec Finn Bálor et JD McDonagh) bat Jey Uso                                    | Match simple pour le World Heavyweight Championship       | 15:35 |
| 4                                                                                         | Bianca Belair et Jade Cargill battent The Kabuki Warriors (Asuka et Kairi Sane) (c)               | Tag Team match pour les WWE Women's Tag Team Championship | 17:25 |
| 5                                                                                         | Cody Rhodes (c) bat AJ Styles                                                                     | Match simple pour l'Undisputed WWE Championship           | 27:20 |
| La lettre C placée entre parenthèses désigne la personne ou l’équipe championne en titre. |                                                                                                   |                                                           |       |

### Article annexes
- Liste des pay-per-views de la WWE
- WWE Backlash